# Ludwig Knorr
Ludwig Knorr, född 2 december 1859 i München, död 4 juni 1921 i Jena, var en tysk kemist.
Knorr blev 1888 extra ordinarie professor i Würzburg och 1889 ordinarie professor i Jena. Han är mest känd för sin upptäckt (1884) av läkemedlet antipyrin (fenyldimetylpyrazolon), vilket fick ganska vidsträckt och mångsidig användning såsom läkemedel till följd av sina febernedsättande och smärtstillande verkningar. Medlet gavs främst mot neuralgiska smärtor, migrän och dylikt, men även mot bland annat reumatism och kikhosta samt nyttjades även utvärtes såsom antiseptiskt och blödningsstillande medel.